# A-601 (Spanje)
De A-601 of Autovía de Pinares is een autovía in Castilië-León. De snelweg verbindt Segovia met Valladolid en is 104,6 kilometer lang. De A-601 werd geopend in 2008.